# Keith Carradine
Keith Ian Carradine (San Mateo (Californië), 8 augustus 1949) is een Amerikaanse acteur. Hij is een zoon van John Carradine, broer van Robert Carradine, halfbroer van David Carradine en oom van Ever Carradine.
Carradine speelde vanaf 1971 in meer dan 55 films, meer dan 85 inclusief televisiefilms. Hij had een gastrol in een videoclip van Madonna (Material Girl) en was te zien in reclamespotjes voor Pizza Hut (1997) en Chevy Malibu (1997). Naast acterend was Carradine eenmalig muzikaal actief. In augustus 1976 had hij in Amerika een kleine hit (#17) met het nummer I'm Easy. Voor dit nummer uit de film Nashville, kreeg hij een Academy Award en een Golden Globe. Hij maakte twee albums, I'm Easy in 1976 en Lost and Found in 1978.

## Filmografie
*Exclusief 30+ televisiefilms
| - The Power of the Dog (2021) - The Old Man & the Gun (2018) - Ray Meets Helen (2016) - A Quiet Passion (2016) - Peacock (2010) - Winter of Frozen Dreams (2009) - Lake City (2008) - All Hat (2007) - The Death and Life of Bobby Z (2007) - Elvis and Anabelle (2007) - The Californians (2005) - Our Very Own (2005) - Balto III: Wings of Change (2004, stem) - Hair High (2004, stem) - The Adventures of Ociee Nash (2003) - The Angel Doll (2002) - Fálkar (2002) - Wooly Boys (2001) - Cahoots (2001) - Out of the Cold (1999) - The Hunter's Moon (1999) - Standoff (1998) - A Thousand Acres (1997) - 2 Days in the Valley (1996) - Wild Bill (1995) - The Tie That Binds (1995) - Mrs. Parker and the Vicious Circle (1994) - Andre (1994) - CrissCross (1992) - Rabbit Ears: Annie Oakley (1992) - The Ballad of the Sad Cafe (1991) - Daddy's Dyin'... Who's Got the Will? (1990) | - Mio caro dottor Gräsler (1990) - Cold Feet (1989) - Street of No Return (1989) - Backfire (1988) - The Moderns (1988) - L'inchiesta (1986) - Trouble in Mind (1985) - Maria's Lovers (1984) - Choose Me (1984) - Southern Comfort (1981) - The Long Riders (1980) - An Almost Perfect Affair (1979) - Old Boyfriends (1979) - Sgt. Pepper's Lonely Hearts Club Band (1978) - Pretty Baby (1978) - The Duellists (1977) - Welcome to L.A. (1976) - Lumière (1976) - You and Me (1975) - Nashville (1975) - Arrivano Joe e Margherito (1974) - Thieves Like Us (1974) - Antoine et Sébastien (1974) - Hex (1973) - Idaho Transfer (1973) - Emperor of the North Pole (1973) - A Gunfight (1971) - McCabe & Mrs. Miller (1971) |

## Televisieseries
*Exclusief eenmalige gastrollen
- Fear the Walking Dead - John Dorie Sr. (2021-2022, zeven afleveringen)
- Madam Secretary - Conrad Dalton (2014-heden, 68 afleveringen tot en met 2016)
- Fargo - Lou Solverson (2014, tien afleveringen)
- The Big Bang Theory - Wyatt, vader van Penny (2010-2019, 5 afleveringen)
- Damages - Julian Decker (2010, vier afleveringen)
- Dollhouse - Matthew Harding (2009, drie afleveringen)
- Crash - Owen (2009, twee afleveringen)
- Dexter - Special Agent Frank Lundy (2007-2009, vijftien afleveringen)
- Numb3rs - Carl McGowan (2008, drie afleveringen)
- Criminal Minds - Frank Breitkopf (2007, twee afleveringen)
- Complete Savages - Nick Savage (2004-2005, negentien afleveringen)
- Deadwood - Wild Bill Hickock (2004, vijf afleveringen)
- Spider-Man - Jonah Jameson (2003, vijf afleveringen - stem)
- Street Time - Frank Dugan (2002, drie afleveringen)
- Fast Track - Dr. Richard Beckett (1997-1998, 23 afleveringen)
- Kung Fu - Middle Caine (1972-1973, vier afleveringen)

- Biblioteca Nacional de España: XX876034
- Bibliothèque nationale de France: cb13892191q (data)
- Gemeinsame Normdatei: 137193734
- International Standard Name Identifier: 0000 0001 1618 157X
- Library of Congress Control Number: n85201911
- MusicBrainz: f6594217-1039-4332-b0c9-5e7c62c085f1
- Nationale Bibliotheek van Tsjechië: ola2002158500
- Nationale Bibliotheek van Israël: 987007334879405171
- Nederlandse Thesaurus van Auteursnamen: 071352864
- SNAC: w6546058
- Système universitaire de documentation: 108871215
- Virtual International Authority File: 34642772
- WorldCat: E39PBJmxRQWCBtHM6PyFYkK8G3